# Ларкспер (Колорадо)
Ларкспер (англ. Larkspur) — місто (англ. town) в США, в окрузі Дуглас штату Колорадо. Населення — 206 осіб (2020).

## Географія
Ларкспер розташований за координатами 39°13′47″ пн. ш. 104°53′9″ зх. д. / 39.22972° пн. ш. 104.88583° зх. д. (39.229780, -104.885758).  За даними Бюро перепису населення США в 2010 році місто мало площу 3,87 км², уся площа — суходіл. В 2017 році площа становила 4,11 км², уся площа — суходіл.

## Демографія
Згідно з переписом 2010 року, у місті мешкали 183 особи в 81 домогосподарстві у складі 48 родин. Густота населення становила 47 осіб/км².  Було 90 помешкань (23/км²).
Расовий склад населення:
| - 90,7 % — білих - 3,3 % — корінних американців - 1,6 % — чорних або афроамериканців - 0,5 % — азіатів |

До двох чи більше рас належало 3,3 %. Частка іспаномовних становила 6,6 % від усіх жителів.
За віковим діапазоном населення розподілялося таким чином: 18,6 % — особи молодші 18 років, 69,4 % — особи у віці 18—64 років, 12,0 % — особи у віці 65 років та старші. Медіана віку мешканця становила 48,4 року. На 100 осіб жіночої статі у місті припадало 115,3 чоловіків;  на 100 жінок у віці від 18 років та старших — 101,4 чоловіків також старших 18 років.
Середній дохід на одне домашнє господарство  становив 49 847 доларів США (медіана — 44 688), а середній дохід на одну сім'ю — 61 408 доларів (медіана — 60 833). За межею бідності перебувало 10,5 % осіб, у тому числі 55,0 % дітей у віці до 18 років та 5,4 % осіб у віці 65 років та старших.
Цивільне працевлаштоване населення становило 142 особи. Основні галузі зайнятості: роздрібна торгівля — 21,1 %, науковці, спеціалісти, менеджери — 12,7 %, публічна адміністрація — 9,9 %.